# Gottbegnadeten-Liste
Gottbegnadeten-Liste (з нім. — Список талановитих від Бога) — складений у 1944 році в нацистській Німеччині, на завершальній фазі Другої світової війни спільно Імперським міністерством народної просвіти і пропаганди та особисто Адольфом Гітлером список із 36 сторінок, до якого увійшли найзаслуженіші діячі культури та мистецтва націонал-соціалістичної Німеччини. Сама назва Gottbegnadeten-Liste знаходилася на титульному аркуші і, таким чином, була офіційною, введеною в обіг рейхсміністерством.

## Загальні відомості
Вже на початку націонал-соціалістської ери в Німеччині складалися списки неблагонадійних або корисних для режиму діячів мистецтв. У жовтні 1939 року, за особистою вказівкою А. Гітлера, найвідоміші й лояльні до націонал-соціалістського режиму художники, актори, композитори, письменники, співаки, архітектори, музиканти тощо, були визнані звільненими від фронтової служби (unabkömmlich, скорочено («uk») з тим, щоб зберегти найцінніші культурні кадри, а також використовувати їх на «внутрішньому трудовому фронті» з метою агітації і пропаганди. Список цей було складено незадовго перед нападом Німеччини на Польщу у 1939 році особисто Й. Геббельсом. У 1941 році музичний референт Верховного командування німецької армії Е. Л. фон Кнорр спільно з генералом Вермахту Е. Вагнером склав додатковий список з 360 музикантів, який підписав Гітлер. Так само Кнорр зумів влаштувати багатьох музикантів викладачами до військової музичної школи, що дало їм можливість уникнути участі у бойових діях.

## Методи відбору
Після оголошення у 1943 році тотальної війни до 1 вересня 1944 року в Німеччині були закриті всі театри. Багатьох художників та артистів було мобілізовано до армії і відправлено на фронт, або вони працювали на підприємствах військової промисловості. Лише 1 041 особа зі 140 тисяч членів Імперської палати культури була звільнена від цих обов'язків і вони були внесені до списків Gottbegnadeten-Liste. Хоча ці люди продовжували формально вважатися військовозобов'язаними, проте залучалися лише до участі в пропагандистських концертах та обслуговуванні військ. З їх числа були виключені, проте, діячі мистецтв, які представляли «величезний національний капітал» («überragendes nationales Kapital»), — вони значилися на окремому, «недоторканному» списку. У ньому згадувалися лише ці 1 041 особи. При складанні цього документу Геббельсом були названі в першу чергу актори й діячі кінематографу, що знімалися і працювали в його художніх, націонал-пропагандистських фільмах, — всього 280 акторів, 227 акторок, 78 сценаристів, 18 сценаристок і 35 кінорежисерів. Гітлер, у свою чергу, вибрав для «свого» списку найважливіших для Німеччини письменників, художників, композиторів, музикантів і театральних акторів. Окрім цього, у Гітлера були й інші, особливі списки «незамінних» діячів культури.
Кожен внесений до цього особливого списку «помилуваних Богом» артистів, музикантів і художників отримував від рейхсміністерства народної просвіти і пропаганди особливий документ, згідно з яким він звільнявся від служби на фронті і трудової повинності. В той же час ці діячі культури були зобов'язані беззаперечно брати участь в різних пропагандистських заходах, організовуваних міністерством Геббельса.
У 1944 році, коли обстановка на фронтах для Німеччини ставала критичною, нацистським керівництвом було прийнято рішення про мобілізацію усіх можливих резервів. 30 листопада 1944 року імперське міністерство народної просвіти і пропаганди випустило документ, згідно з яким звільнені раніше від військової служби діячі культури, і навіть ті, що знаходяться у списку Gottbegnadeten-Liste, мають бути зараховані до складу Фольксштурма.

## Особливі списки «незамінних»
У особливому списку знаходилися:

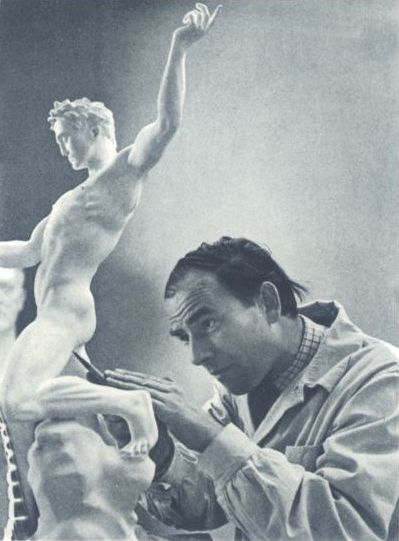
Скульптор Арно Брекер

- Скульптори: Арно Брекер, Фріц Клімш, Георг Кольбе, Йозеф Торак
- Художники: Герман Градль, Артур Кампф, Віллі Крігель, Вернер Пейнер
- Архітектори: Леонард Галл, Герман Гіслер, Вільгельм Крейс, Пауль Шульце-Наумбург.
- Письменники: Гергарт Гауптман (нобелівський лауреат), Ганс Каросса, Ганнс Йост, Ервін Гвідо Колбенгейєр, Агнес Мігель, Інна Зайдель.
- Музиканти і композитори: Ганс Пфіцнер, Ріхард Штраус, Вільгельм Фуртвенглер, Вернер Егк.

Додатково був аркуш з чотирма видатними театральними акторами Рейху:
- Отто Фалькенберг
- Фрідріх Кайсслер
- Герміна Кернер
- Елізабет Флікеншильдт.

Окрім цих заслужених і, в буквальному значенні, недоторканних діячів німецької культури, згаданих в особливому списку (Sonderliste), до числа звільнених від фронтової служби, але зобов'язаних брати участь в «культурному житті фронту» входили — згідно зі «списком Гітлера» — 15 письменників, 16 композиторів, 15 диригентів, 34 скульптори, 73 художники, 51 архітектор, 23 графіки і проектанти, 17 піаністів, 9 скрипалів, 4 віолончелісти, 2 органісти, 3 квартети, 9 концертних співаків, а також декілька театральних акторів і оперних співаків.